# Bełsznica

Nieoficjalny herb wsi Bełsznica

Bełsznica (niem. Belschnitz) – wieś w Polsce położona w województwie śląskim, w powiecie wodzisławskim, w gminie Gorzyce. W latach 1945–1954 siedziba gminy Bełsznica.

## Położenie
Geograficznie Bełsznica leży u stóp wzgórz leśnych Płaskowyżu Rybnickiego. Ze wzgórza położonego 256 m n.p.m. rozciąga się widok nad dolinę Odry i Olzy aż po Bramę Morawską. Historycznie miejscowość leży na Górnym Śląsku.
Administracyjnie jest położona w południowej części powiatu wodzisławskiego około 11 km na południe od Wodzisławia Śląskiego. W miejscowości znajduje się przystanek kolejowy Bełsznica.

## Nazwa
Nazwa wsi Bełsznica pochodzi prawdopodobnie od rośliny leśnej o tej nazwie. Lasów na tym terenie w dawniejszych czasach było o wiele więcej niż obecnie. Obszary leśne były sukcesywnie zmniejszane poprzez wyrąb drzew, używanych wówczas do budowy domów i na opał. Pozostałości po tamtych czasach to okazała lipa i dąb rosnącego na grobli dawnego stawu olzańskiego.
W alfabetycznym spisie miejscowości na terenie Śląska wydanym w 1830 roku we Wrocławiu przez Johanna Knie miejscowość występuje pod nazwą niemiecką Belschnitz oraz polską Belśnice.

## Historia
Po raz pierwszy nazwę Bełsznica spotykamy w dokumencie z roku 1239. Zawiera on wykaz miejscowości składających dziesięciny dla prepozyta Kolegiaty św. Krzyża w Opolu, założonej przez biskupa Tomasza II w latach 1232-1239. Z tego też faktu wynika, że wieś istniała już w początkach XIII wieku, a więc jeszcze na prawie polskim.
Mapa z roku ok. 1550 przedstawia Bełsznicę wchodzącą w skład majoratu bogumińskiego, wydzielonego z księstwa raciborskiego, który od wschodu graniczy z ziemią wodzisławską, od południa – z księstwem cieszyńskim. Majorat bogumiński przez wiele lat był kierowany przez rycerzy.
Z dokumentu z roku 1521 dowiadujemy się, że Bełsznica wraz z kilkoma innymi miejscowościami zostaje sprzedana księciu Janowi Opolskiemu.
Następne wzmianki o Bełsznicy pochodzą z lat 1679 i 1687/88. Są to lata, w których odbywały się wizytacje biskupie parafii Rogów, do której już wówczas należała Bełsznica.
Na mapie I.W. Wielanda z roku 1736 uwidocznione są na terenie Bełsznicy dwa stawy z których jeden rozciąga się aż po granice Uchylska i Odry.
Pozostałościami po stawach są "groble" – usypane wały ziemne, rozciągające się w pd-zach. części wsi.
Kto i kiedy wybudował groble trudno określić, ale wiadomo, że w XV w. na tych terenach rozwinęła się na dużą skalę przesadkowa hodowla karpia, która stanowiła główne źródło utrzymania tutejszej ludności. Na przełomie XVIII i XIX w. staw jeszcze istniał, nazwany na mapie Massenbacha z r. ok. 1780 "wielkim stawem olzańskim".
Z mapy tej dowiadujemy się również o istnieniu młyna na potoku, płynącego z terenów leśnych Czyżowic, a usytuowanego przy drodze ciągnącej się od Cieszyna poprzez Bełsznicę do Raciborza (tzw. "droga królewska").
W roku 1813 książę Lichnowski odsprzedaje Bełsznicę niejakiemu Forsterowi. Ten zaś ze swojej strony sprzedaje te dobra alodialne w roku 1817 baronowi von Gruttschreiber. Ten z kolei sprzedał Bełsznicę w roku 1839 wraz z pobliskimi wioskami, właścicielowi dóbr rycerskich von Wallhohofen, od którego w roku 1839 nabywa je hrabia Arco który posiadał je do lat 90 XIX w.
W okresie międzywojennym ziemie wydzierżawione zostały Rybnickiemu Zjednoczeniu Węglowemu, zaś po II wojnie światowej – upaństwowione. W roku 1874 utworzono policyjne okręgi urzędowe tzw. "Amtsbezirke". Bełsznica wraz z kolonią Gruttschreiber, Młyńsko i domami polnymi weszła w okręg urzędowy Gorzyce. Naczelnikiem stał się hrabia Arco.
Po zdobyciu niemal całego Śląska przez Królestwo Prus w wieku XVIII (16.07.1740 r.) wprowadzono obowiązek posiadania pieczęci przez gminy wiejskie. Bełsznica nie posiada własnego herbu lecz używa pieczęci czysto napisowych z czasów niemieckich w XIX w. Znana jest pieczęć do laku z napisem: Siegel d. Gemeinde /Belschltz/Ryb. B. Bez. Oppeln/ – 31 mm.
W 1921 r. w pobliżu miejscowości miała miejsce bitwa. Po przyłączeniu do Polski 21.10.1921 r. sprawiono tej miejscowości dwie pieczęcie również bezherbowe, które w środku mają napis: Powiat Rybnicki, zaś w otoku Gmina (Bełsznica).
Lata 1884-86 przynoszą Bełsznicy trakt kolei żelaznej, ciągnącej się z Wodzisławia Śląskiego do Chałupek. Przystanek w Bełsznicy nosił nazwę "Gorzyce". W roku 1888 zbudowano w Bełsznicy remizę strażacką. Nasilające się na tym terenie pożary spowodowały zorganizowanie w roku 1911 przez Karola Siedlaczka, jednej z pierwszych w tym rejonie Ochotniczej Straży Pożarnej. Jej działalność objęła zasięgiem dwie gromady – Bełsznicę i Odrę. W latach 1927/28 wybudowano we wsi sieć elektryczną. Dostawcą energii było gwarectwo rybnickie, zaś koszty związane z tą inwestycją zostały sfinansowane z pożyczki amerykańskiej, której udzieliły gminie władze województwa śląskiego.

## Demografia
W roku 1929 liczba mieszkańców w Bełsznicy wynosiła 758 osób, w 1997 r. – 1046.